# Бумба-Бек
Национальный парк Бумба-Бек (фр. Boumba-Bek National Park) — охраняемая природная территория, расположенная в крайней юго-восточной части Камеруна, в Восточном регионе. Географически приурочен к междуречью рек Бумба и Бек.

## История
Леса на территории парка никогда не подвергались массовой рубке, но в результате экономического спада в стране в конце 1980-х годов местные жители вели активный браконьерский промысел, сдавая добытые трофеи посредникам в обмен на деньги или охотничье снаряжение.
В 1995 году парк получил официальный статус охраняемой зоны, хотя он не был формально учреждённым национальным парком до 2005 года, когда правительство Камеруна приняло решение о создании двух парков — Бумба-Бек и Нки. Это решение было результатом встречи руководителей семи центрально-африканских государств в Браззавиле (Республика Конго) в феврале 2005 года.
Камерун, Республика Конго и Габон в настоящее время работают над проектом TRIDOM, который направлен на осуществление контролированного доступа и использования лесов. В результате должна быть создана международная охранная зона, граничащая с национальными парками Минкебе, Бумба-Бек, Нки и Одзала, а также с фаунистическим заказником Джа.

## География и климат
Бумба-Бек расположен в междуречье рек Бумба и Бек на юго-востоке Камеруна, которые стали источником названия национального парка. Эта территория доступна только по рекам на пирогах и пешком немногими охотничьими тропами. Города Йокадума и Молунду департамента Бумба и Нгоко расположены за пределами территории, но вблизи неё. По данным Всемирного фонда дикой природы, территорию вокруг парка населяет 33 169 человек, в основном принадлежащих к этническим банту и к пигмеям бака. Последние включают племена Kounabembe, Bangando, Bakwele, Mbomam, Essel, Mbimo и Mpong-Mpong. Некоренное население составляет значительную часть: в основном это — рабочие лесозаготовительных компаний и торговцы-мусульмане с севера Камеруна.
Территория покрыта лесом, но среди леса есть большие открытые участки, четыре из которых используются для наблюдения за крупными млекопитающими.
Климат парка тропический, средние температуры в пределах 23,1 — 25˚C, среднегодовая температура + 24˚C. Относительная влажность колеблется от 60 до 90 %, а количество осадков составляет 1500 мм в год. По данным Министерства сельского хозяйства Камеруна, в Молунду влажный сезон продолжается с сентября по ноябрь, сухой сезон — с ноября по март, затем снова следуют сезон дождей (март — июнь) и сухой сезон (июль — август).
Граничит с национальным парком «Лобеке».

## Растительность
Большая часть парка занята полу-вечнозелёными тропическими лесами с вкраплениями плотносомкнутых участков вечнозелёных лесов. Небольшие участки заняты сезонно подтопленными заболоченными лесами и злаковыми саваннами, существующими вдоль их границ.

## Фауна
Парк характеризуется высоким фаунистическим разнообразием. Из крупных животных здесь встречаются шимпанзе, лесные антилопы, антилопа бонго, нильский крокодил. Плотность популяций лесных слонов оценивается примерно 2,5 особи на квадратный километр. Бумба-бек признан BirdLife International ключевой орнитологической территорией. Здесь также обитают свыше 300 видов рыб, три из которых только недавно описаны.